# Kysjtym
Kysjtym (Russisch: Кыштым) is een stad in de Russische oblast Tsjeljabinsk op de oostelijke hellingen van de Zuidelijke Oeral in een groot merengebied aan de rivier de Tetsja, op 90 kilometer ten noordwesten van Tsjeljabinsk, ongeveer 15 kilometer ten zuidwesten van de gesloten stad Ozjorsk en 30 kilometer van het chemisch-nucleaire complex Majak.

## Geschiedenis

### Periode van de ijzer- en kopersmelterijen
De plaats werd gesticht in 1757, toen er de ijzersmelterij en ijzerwerken van Verchne- en Nizjnekysjtym werd gebouwd door de erfgenamen van Nikita Demidov. De naam van de stad is overgenomen van de gelijknamige rivier Kysjtym. Het hydroniem Kysjtym is afkomstig uit het Turks en is mogelijk afkomstig van het gelijknamige Kirgizische woord 'kysjtym' voor een zijrivier; dit woord werd namelijk ook gebruikt voor etymoniemen. Een andere mogelijkheid is dat het door de Kirgiezen van het Basjkierse woord 'kysjtanym' ("overwinteren") is afgeleid naar 'kysjtaoe' "overwintering". De fabrieken van Kysjtym werden in 1809 door Pjotr Demidov verkocht aan industrialist Lev Rastorgoejev, die er in 1813 ook begon met goudwinning. Bij zijn overlijden in 1823, werd G.V. Zotov de eigenaar, die door de bevolking ook wel "het beest van Kysjtym" werd genoemd vanwege zijn uiterst wrede behandeling van lijeigenen (waarvan opstandigen onder andere werden gemarteld in de kelders van het Landhuis Rastorgoejev-Charitonov) in zijn fabrieken. De verhalen raakten tot in Sint-Petersburg bekend en in 1837 vaardigde tsaar Nicolaas I een oekaze uit waarmee Kozlov en mede-eigenaar Charitonov werden verbannen naar Finland. In 1887 kreeg Pavel Karpinski de leiding over alle fabrieken in de mijnbouwregio Kysjtym. In 1896 kreeg Kysjtym een spoorstation aan de lijn Jekaterinenburg-Tsjeljabinsk en werd het een stationsnederzetting. Begin 20e eeuw kregen de erven Rastorgoejev de fabrieken weer in handen en werden ze weer ingezet voor de productie van koper, waarvan het eerste werd gesmolten in 1906. In 1908 kwam een groot deel van de fabriek in handen van Engelsman Leslie John Urquhart. In 1915 bouwden de Engelsen een chemische fabriek in Kysjtym, waar zwavelzuur en salpeterzuur werd geproduceerd, hetgeen zeer gewild was voor wapens gedurende de Eerste Wereldoorlog.

### Vooroorlogse sovjetperiode
Op 27 december 1917 werd de fabriek genationaliseerd door de nieuwe communistische machthebbers en nadat de Russische Burgeroorlog geweken was uit het gebied, werd de productie herstart in 1920. De Verchnekysjymfabriek ging zich richtten op de productie van mijnbouwapparatuur voor de koperwinning. In respectievelijk 1924 en 1928 werden in de kopersmelterij voor het eerst in Rusland seleen en telluur geproduceerd. In 1930 werd een grafiet-korundkombinaat (slijpmiddelfabriek) opgericht. Op 20 december 1934 kreeg Kysjtym de status van stad onder jurisdictie van de oblast.
In de Tweede Wereldoorlog vochten ruim 6.000 inwoners van de stad aan het front. De fabrieken werden omgeschakeld naar de productie voor de defensie-industrie, waarvoor ook een aantal nieuwe bedrijven werd opgericht; met name de Tajginski-fabriek, waar grafiet voor gieterijen, pennen en smeltkroezen werd geproduceerd. In 1944 werd een kaolien-kombinaat opgericht, die hard nodig werd geacht voor de automobiel-, rubber- en papierindustrie. Ook werden in die tijd brei- en schoenfabrieken geopend.

### Ramp van Majak
In 1945 werden de grondvesten van Majak gelegd, dat daarop het grootste nucleaire complex ter wereld zou worden en dat verantwoordelijk zou worden voor de eerste kernreactor van de Sovjet-Unie in 1948. Het was echter ook verantwoordelijk voor een van de grootste kernrampen uit de geschiedenis van de atoomenergie. In 1957 ontplofte een opslagtank met kernafval, waarop een grote wolk met cesium-137 en strontium-90 over het directe gebied rondom het complex werd verspreid. Pas in 1976 kwam men hier in het westen achter, toen de uit de Sovjet-Unie verbannen wetenschapper Zjores Medvedev bekendmaakte dat er zich een grote ramp had afgespeeld. Pas in 1989, toen Minatom de informatie over de ramp vrijgaf (het boek Nuclear Disaster in the Urals) aan de IAEA, werd duidelijk wat voor ramp zich had afgespeeld. Volgens officiële opgaven kwam 2 miljoen curie aan straling vrij. Anderen schatten het tot op 120 miljoen curie (tussen de 700 en 2400 PBq). Ter vergelijking: bij de kernramp van Tsjernobyl kwam 20 miljoen curie vrij. Volgens officiële opgave werd een gebied van 1000 km² zo zwaar vervuild, dat er 10.000 mensen moesten worden geëvacueerd, waarbij de veestapel werd gedood en het huisraad moest worden achtergelaten. In de praktijk werd er verder echter niks verteld aan de rest van de mensen die in het gebied rond het complex woonden en raakten daardoor raakten volgens verschillende schattingen 124.000 tot 470.000 mensen (chronisch) ziek en stierven 200 mensen aan de gevolgen ervan. Rond het zwaar radioactieve gebied van 300 bij 50 kilometer (het Vostotsjno-Oeralski radioaktivny sled ("Radioactief Spoor van Oost-Oeral"; afgekort VOeRS) genoemd) werd in 1968 het natuurreservaat zapovednik Vostotsjno-Oeralski opgezet, dat nog altijd verboden gebied is zonder speciale toestemming.

## Economie
De stad heeft een groot scala aan industriële bedrijven die onder andere actief zijn binnen de metallurgie, energievoorziening, machinebouw, bosbouw en de bouw. Er zijn verder ook onder andere fabrieken die schuurmiddelen, radio's, porselein, breigoed en schoenen produceren.

## Onderwijs, cultuur en bezienswaardigheden
Er bevindt zich een afdeling van de Staats-Technische Staatsuniversiteit van Tsjeljabinsk. In de stad bevindt zich verder een historisch museum en enkele kenmerkende gebouwen uit de 18e en 19e eeuw.

## Demografie
| 1959   | 1970   | 1979   | 1989   | 2002   |
| ------ | ------ | ------ | ------ | ------ |
| 30.300 | 36.100 | 39.800 | 42.852 | 41.929 |

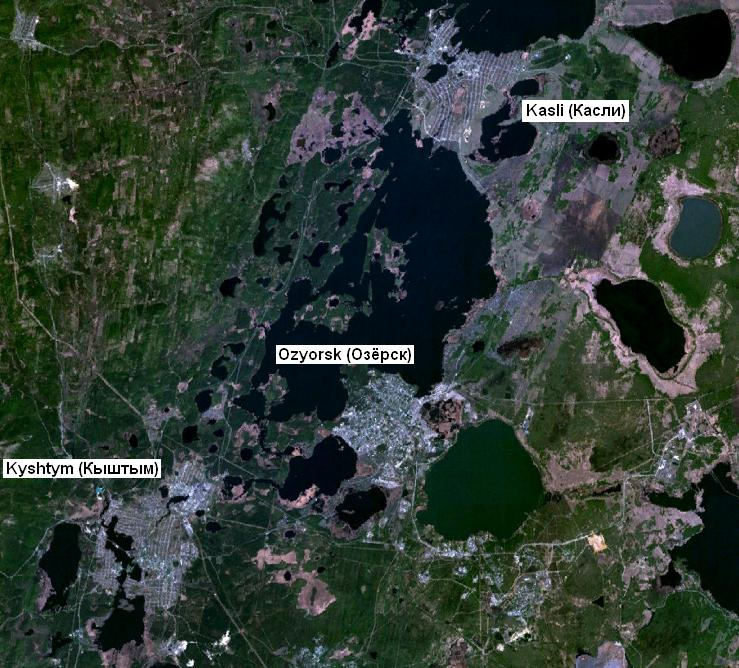
Kasli, Ozjorsk en Kysjtym
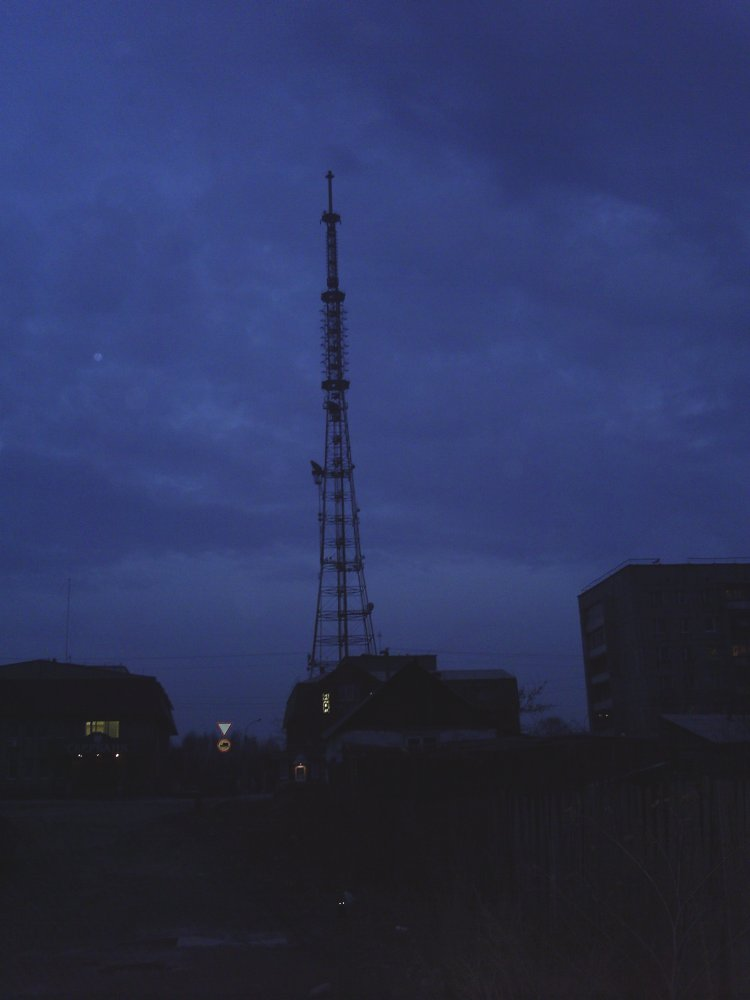
Radio- en tvmast
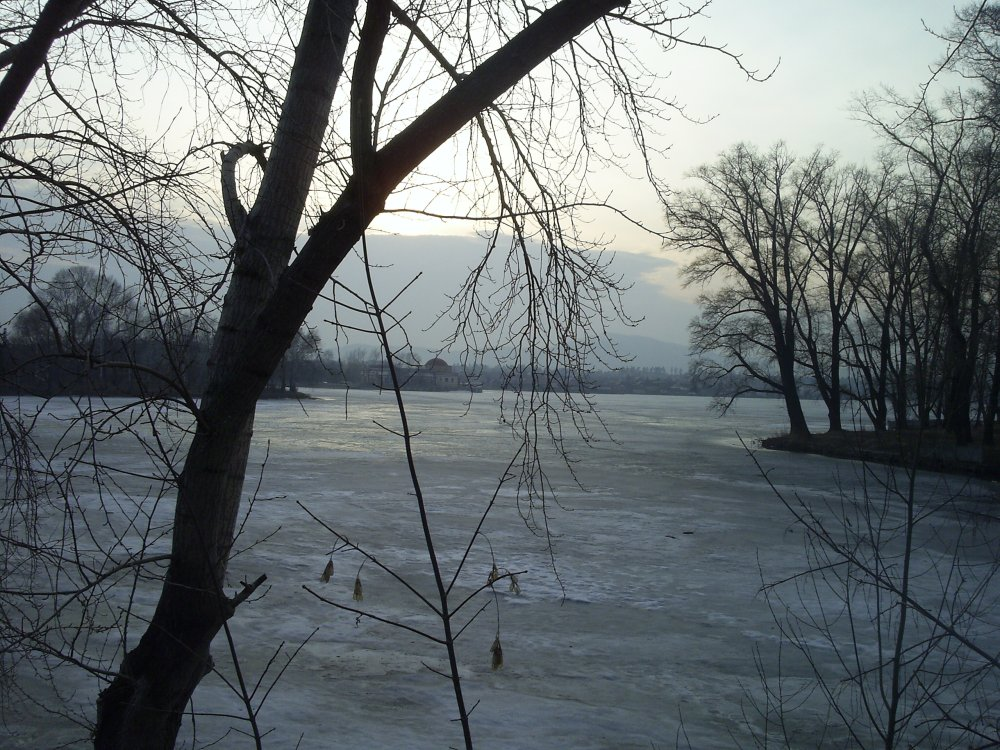
Gezicht op Kysjtym: moskee en de Soegomakberg op de achtergrond
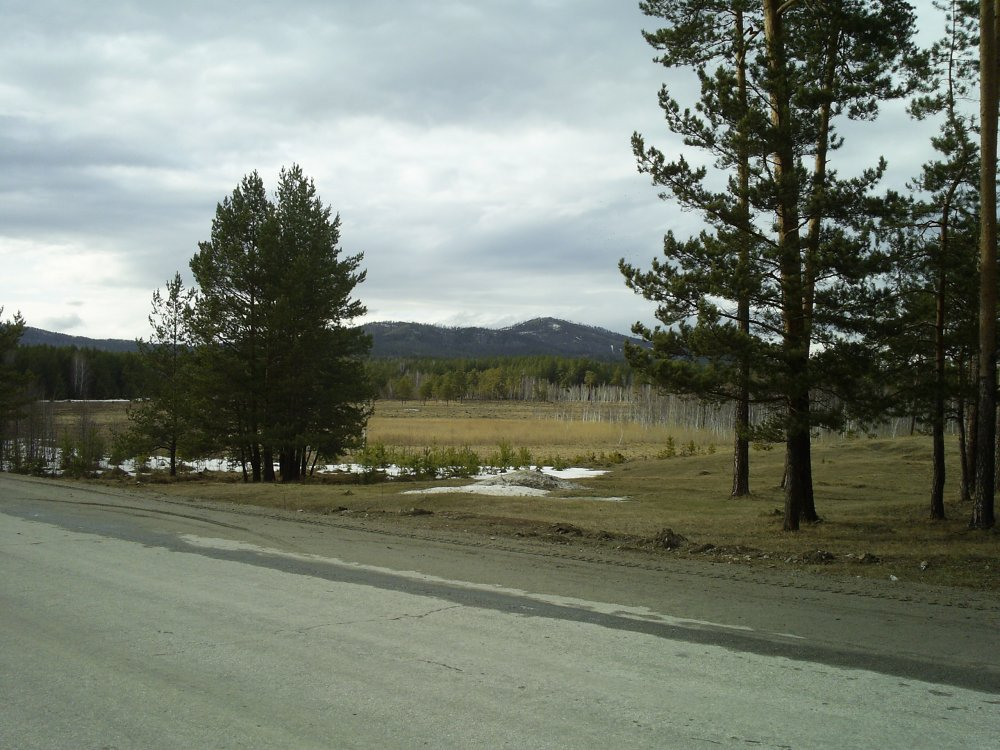
Ergozaberg (607 meter)